# Planicoxa
Planicoxa venenica
Genre
Espèce
Planicoxa est un genre éteint de dinosaures Iguanodontia du Crétacé inférieur d'Amérique du Nord. Il est connu à partir des squelettes partiels de plusieurs spécimens individuels. Ses fossiles ont été découverts dans l'Utah, aux États-Unis.
Le type du genre et seule espèce est Planicoxa venenica, décrite pour la première fois par Tony DiCroce et Kenneth Carpenter en 2001.

## Description
Sa découverte a été faite dans le membre Poison Strip Sandstone de la formation de Cedar Mountain dans le Grand County, Utah, États-Unis. Le nom générique, Planicoxa, qui signifie « hanche plate », fait référence à l'aspect plat de l'ilium formé par le repli horizontal du processus post-acétabulaire (partie arrière de l'ilium), la caractéristique déterminante du genre ; venenica, le nom spécifique, est le latin pour « poison » en référence au membre de grès Poison Strip de la formation Cedar Mountain où la découverte a été faite. Le taxon est représenté par un ilium, des fémurs, des tibias et des vertèbres bien conservés, ainsi que par d'autres matériaux. Les fémurs sont standard pour les Ornithopoda, mais l'ilium a un processus post-acétabulaire court et horizontal. La découverte de P. venenica a ajouté des informations significatives à la faune Barrémien-Albien de la formation Cedar Mountain.
Une deuxième espèce, P. depressa, a été créée par Carpenter et Wilson (2008) pour du matériel précédemment nommé Camptosaurus depressus par Charles Gilmore en 1909. Ce matériel a été collecté dans la formation de Lakota près de la ville de Hot Springs, Dakota du Sud. Il possède également l'étrange ilium plat formé par le processus post-acétabulaire horizontal. Cette espèce diffère de P. venenica en ce que l'ilium n'est pas aussi arqué, a un processus pré-acétabulaire plus épais (plus robuste) (longue projection vers l'avant de l'ilium), une encoche acétabulaire moins profonde (cavité de la hanche), et une fosse brevis proportionnellement plus étroite (une fosse pour les muscles sur l'intérieur de la partie arrière de l'ilium). Il est connu à partir de quelques vertèbres et de deux iliaques. Des ossements isolés d'Iguanodontidae de la formation Lakota appartiennent probablement à cette espèce. En 2011, elle a été assignée à son propre genre, Osmakasaurus.